# Journal of Crystal Growth
Het Journal of Crystal Growth is een internationaal, aan collegiale toetsing onderworpen wetenschappelijk tijdschrift op het gebied van de natuurkunde. De naam wordt in literatuurverwijzingen meestal afgekort tot J. Cryst. Growth. Het verschijnt maandelijks. Het eerste nummer verscheen in 1967.